# Landiopsis
Landiopsis é um género de plantas com flores pertencentes à família Rubiaceae.
A sua área de distribuição nativa é Madagáscar.
Espécies:
- Landiopsis capuronii Bosser